# Alexander Mordecai Bickel
Alexander Mordecai Bickel (* 17. Dezember 1924 in Bukarest; † 8. November 1974 in New Haven, Connecticut) war ein US-amerikanischer Rechtsgelehrter an der Yale Law School. Er galt als herausragender Experte für das US-amerikanische Verfassungsrecht, insbesondere für die Stellung des Obersten Gerichtshofs der Vereinigten Staaten und die Bedeutung des 1. Zusatzartikels zur Verfassung der Vereinigten Staaten.

## Leben und Wirken
Alexander Mordecai Bickel wurde als Sohn von Shlomo Bickel und Yetta Schaefer in Bukarest geboren. 1939 emigrierte die Familie in die Vereinigten Staaten. Sein Vater wurde Journalist in der jiddisch-sprachigen Presse in New York. Alexander Bickel diente von 1943 bis 1945 in der United States Army.
Bickel erwarb 1947 am City College of New York einen Bachelor in Sozialwissenschaften und 1949 einen Bachelor of Laws an der Harvard Law School. Nach Tätigkeiten für den Richter Calvert Magruder am United States Court of Appeals und für die Alliierte Hohe Kommission in Deutschland war er 1951/52 als Beobachter bei der European Defense Community Conference in Paris. Anschließend war er Assistent von Richter Felix Frankfurter am U.S. Supreme Court und 1953/54 von Robert R. Bowie im Außenministerium der Vereinigten Staaten. Eine erste akademische Station war 1954 die Harvard Law School, bevor Bickel 1956 eine Professur an der Yale Law School erhielt, wo er bis zu seinem Tod blieb, zuletzt als Sterling Professor of Law.
Alexander Mordecai Bickel war seit 1959 mit Josephine Ann Napolino verheiratet. Das Paar hatte zwei Kinder. Bickel starb 1974 an Krebs.

## Auszeichnungen (Auswahl)
- 1970 Guggenheim-Stipendium[1]
- 1971 Mitglied der American Academy of Arts and Sciences[2]

## Schriften (Auswahl)
- The Least Dangerous Branch (Bobbs-Merrill, 1962)
- Politics and the Warren Court (Harper & Row, 1965)
- The Supreme Court and the Idea of Progress (Harper & Row, 1970)
- The Morality of Consent (Yale University Press, 1975)
- History of the Supreme Court of the United States: The Judiciary and Responsible Government: 1910-1921 (Band IX, Macmillan, 1984)